# Baseball klub Kaptol Lions
Baseball klub Kaptol Lions je bejzbolski klub iz Zagreba.
Klub je osnovan u jesen 2005. godine, a glavni pokretači osnivanja su bili D.Cerčić, M.Čupić, R.Ruter i B.Tkalić. Klub trenutno djeluje samo u konkurenciji seniora, te se službeno natječe od 2006. godine. Klupsko sjedište je u Štefanićevoj 6, u Zagrebu.     

## Prva utakmica
2005. godina - prva utakmica u povijesti kluba - prijateljska protiv Gorice - izgubljena

## Klupski uspjesi
2005. godina - prva pobjeda u prijateljskoj utakmici (BK Gajnice)
2006. godina - prva službena pobjeda (BK N.Zagreb), 6. mjesto u Prvenstvu Hrvatske, 2. mjesto u 1B ligi
2007. godina - 1. mjesto u 1B ligi, 5. mjesto u Prvenstvu Hrvatske
2008. godina - polufinale Hrvatskog kupa
2010. godina - finale Hrvatskog kupa

## Vanjske poveznice
Stranice kluba se nalaze na www.LionsKaptol.hr  Arhivirana inačica izvorne stranice od 6. prosinca 2010. (Wayback Machine)